# 立山川
立山川（たてやまがわ）は、富山県中新川郡上市町を流れる川で、早月川の支流。

## 概要
室堂乗越を源流として剱岳西面を流域として流れ、馬場島で白萩川と合流して早月川となる。古くから立山の登拝道とされたことから、立山川と名付けられた。
水温は2011年8月30日には17.0度で、白萩川より3度ほど水温が高かった。

## 歴史
藩政時代には地獄谷で産出した硫黄が採掘され、その運ぶルートとして立山川沿いに道が切り開かれた。ルートは馬場島、伊折を経由し、滑川で加賀藩に受け渡されていた、1884年（明治17年）には硫黄の産出が廃絶し、この輸送道は廃道となった。近年になって、馬場島から室堂乗越を通って室堂に至る登山道としてこの廃道が再利用されたが、現在は通行止めである。

## 地形
上流部は氷河侵食により広い谷底を持つU字谷である。
立山川の氷河地形については、中流にV字谷があるトルキスタン型氷河と考えられる。

## レジャー
前述のように室堂と馬場島を結ぶ登山道は利用できない状態だが、春スキーを楽しむ人で立山川の谷を滑り降りる人がいる。

## 生態
魚津水族館による2011年の調査では、確認された魚類はニッコウイワナ一種のみであった。早月川水系では放流はなされていないので天然物と考えられる。

## 名所

### 菊石
石の上に菊の花が群生していたという伝説から名付けられた巨石。馬場島から 2km程度。

### スナクボ岩屋
立山川の中流にある岩屋で、剱岳の湧水が湧いている。

## 地理

### 支流
- 東小糸谷
- 毛勝谷
- 東大谷
  - 左俣
  - 中俣
  - 右俣
- 檜谷
- カガミ谷